# Plattsburgh
Plattsburgh är en stad ("city") i den amerikanska delstaten New York med en yta av 17 km², varav 4 km² består av vatten, och en folkmängd, som uppgår till 18 816 invånare (2000). Plattsburgh är administrativ huvudort i Clinton County.

## Kända personer från Plattsburgh
- Michael P. Anderson, astronaut
- Jean Arthur, skådespelare